# (939) Исберга
(939) Исберга (лат. Isberga) — астероид главного пояса астероидов, принадлежащий к спектральному классу S. Астероид был открыт 4 октября 1920 года немецким астрономом Карлом Рейнмутом в обсерватории Хайдельберг-Кёнигштуль, Германия. Астероид был назван женским именем, взятым из немецкого ежегодного календаря Lahrer hinkender Bote, и никак не связанным с современниками Рейнмута. Давать имена астероидам без привязки к конкретному человеку было обычной практикой астронома.

## Орбита
Орбита астероида лежит во внутренней части главного пояса астероидов, с небольшим наклоном и эксцентриситетом. Орбиту Земли не пересекает. Параметры орбиты близки к параметрам орбит астероидов семейства Флоры. Так как границы одного из крупнейших семейств астероидов достаточно размыты, сейчас астероид причисляют к данной группе.

## Вращение и спутник
На основании кривых блеска астероида вычислен период вращения Исберга равный 2,9173 часа, что достаточно быстро. С 26 февраля 2006 года в кривых блеска астероида наблюдалась вторая периодичность. Из этого факта предполагается наличие у астероида второго компонента. У спутника орбитальный период составляет 26,8 часа, а размер около 3,6 км. Расстояние между компонентами около 33 км.
Плотность обоих тел оценивается в 2,91 г/см3, что ниже плотности обычных астероидов класса S. Это говорит о существовании внутри пор и пустот.